# Lygosoma bampfyldei
Lygosoma bampfyldei — вид сцинкоподібних ящірок родини сцинкових (Scincidae). Ендемік Малайзії.

## Поширення й екологія
Lygosoma bampfyldei відомі з двох місцевостей, що лежать у штатах Сабах і Саравак на острові Калімантан. Вони живуть у вологих тропічних лісах. Ведуть наземний, напівриючий спосіб життя.